# Имре Таусиг
Имре Таусиг (мађ. Tauszig — Taussig Imre) био је мађарски фудбалер који је играо на позицији десног крила. Таусиг, који је био Јеврејин, играо је клупски фудбал за МТК већином целе своје каријере, освојивши три титуле, а такође је представљао и мађарску репрезентацију на међународном нивоу, забележивши 5 наступа између 1914. и 1918. године.

## Професионално

### Клубови
Таусиг је започео своју фудбалску каријеру када је потписао уговор са ФК МТК Будимпешта 1907. године. Тада је имао 13 година. За МТК је играо без прекида све до и закључно са 1918. годином, када је имао прекид али је после тога у сезони 1919/20. одиграо још једну утакмицу за МТК. У сезони 1921/22. одиграо је још две утакмице али овај пут за Виво АК и опростио се од фудбала.

### Репрезентација
Таусиг је одиграо 5. утакмица са Мађарском фудбалском репрезентацијом између 1914. и 1918. године, и постигао је један гол.

## Приватно
Током Другог светског рата био је у логору Брук ан дер Лајта, у Аустрији (тада део нацистичке Немачке). Имре, тада 50-годишњак, убијен је у марту 1945. у логору Брук ан дер Лајта, у Аустрији. Ове информације се заснивају на списку убијених особа пронађеном у М.34.1 – истраживању Јад Вашема.

## Награде
- Прва лига Мађарске у фудбалу шампиони (3): 1913/14, 1916/17, 1919/20.
- Куп Мађарске у фудбалу прваци (1): 1914